# Safford
Safford er en by og administrativt centrum i Graham County i delstaten Arizona, USA.
Safford var oprindeligt en landsby i Arizona Territoriet. I vinteren 1873-74, slog en lille gruppe nybyggere sig ned ved Gila River som de i flere år havde udnyttet vandet fra. Et højvande ødelagde deres kanaler og dæmninger og de besluttede at starte forfra i "Valley of the Pueblo Viejo" (Old Town), et navn som dækkede for hele dalen dengang).
Nybygerne oprettede deres første lejr på flodbredden tæt ved, på jorden som ejedes af Chiricahua Cattle Company. De markerede stedet og begyndte at bygge stedet under beskyttelse af "de Forenede Staters bylov".
I januar 1874 ankom Joshua Eaton Bailey til Safford (han blev senere kendt som "faderen af Safford"). Han var en af de første handlende i byen og han forsynede militærpostene med forsyninger. Han døbte byen efter den tredje Arizona guvernør, Anson Pacely Killen Safford. Om Bailey var udsending af guvernør Safford, eller om han ønskede at sikre byen en slags godkendelse, er der ingen som ved, men det siges at guvernør Safford var meget interesseret i byens udvikling.
Guvernør Safford var udnævnt til områdets guvernør af Præsident Grant, og indsat i tjeneste i april 1869 og havde denne post i to omgange, til 1877.
"Faderen af Safford" som Joshua Baileys barnebarn har beskrevet: Joshua E. Bailey er født den 4. november 1833 i Orleans County New York, i Barre Township. Han rejste til vesten i 1851 til Californiens guldgraverområder (Eureka området). I 1861 fulgte Bailey med Californiens 4. Frivillige kompagni, som gjorde tjeneste i Arizona Territoriet. I 1865 forlod han militæret og tog arbejde ved Yuma militærdepotet, hvor han kørte med forsyninger langs Colorado floden indtil han førte en Mormon nybyggergruppe til Safford området. Sammen med Tuttle åbnede de den første forretning – han drev forretningen og Tuttle finansierede den. Senere åbnede Joshua en diligencestation ved Baileys Wells og igen senere blev han valgt til Graham Countys kommissionær. Han solgte alt i Safford i 1898 og flyttede til Yuma hvor han købte en mejeri. Under pres fra sin kone Ida Garber Bailey, rejste de til Michigan i 1899. Joshua Bailey døde den 2. april 1900 på sin farm i Eaton County, Michigan og han er begravet i Diamondale kirkegården i Eaton County, Michigan.
Levering af post i Safford var tilfældigt i mange år.
William Kirkland, Saffords første postmand, bragte posten mellem militærpostene efter 1875 og Saffords indbyggere hentede posten hjem hos ham. Det anden postkontor blev bestyret af Maggie Patterson som solgte foder og omdelte post i den gamle Zeckendorf bygning på det sydvestlige hjørne af Main og Central Street. A.M. Franklin bestyrede postkontoret fra hans forretning efter 1879. George Stevens blev postmester og derefter Sheriff i 1883. Edward Ijams, Dr. Groesbeck og Alfred Frye var alle postmestre og omdelte posten fra forskellige steder hvor de havde forretninger.
Ifølge Joshua Baileys barnebarn blev den første forretning åbnet af Joshua Bailey og den havde postkontor. Joshua var udnævnt som den første postmester og skatinddriver af Præsidenten. 